# Вальтер Франц (генерал-лейтенант)
Ва́льтер Франц (нім. Walther August Georg Franz; 27 лютого 1896, Коніц — 1 серпня 1967, Карлсруе) — німецький офіцер, генерал-лейтенант люфтваффе.

## Біографія
3 серпня 1914 року вступив добровольцем в 129-й піхотний полк. З жовтня по 27 грудня 1914 року пройшов курс офіцера-аспіранта, після чого продовжив службу в 129-му піхотному полку. З 22 березня 1915 року — командир взводу, з 29 листопада 1916 року — батальйонний ад'ютант, з 6 січня 1917 року — знову командир взводу 21-го піхотного полку. З 22 травня по 29 червня 1917 року пройшов курс командира роти при 105-й піхотній дивізії, після чого виконував обов'язки командира роти свого полку. З 8 липня 1917 року — знову командир взводу свого полку, одночасно 10-25 жовтня 1917 року пройшов курс мінометника при 105-й піхотній дивізії. З 27 листопада 1917 року — командир роти свого полку.
16 квітня 1919 року відряджений в офіцерське училище Потсдама. З 6 вересня 1919 року — командир роти, з 22 жовтня 1919 року — полковий ад'ютант 21-го добровольчого піхотного полку. З 1 листопада 1919 року — офіцер роти 20-го, з 1 жовтня 1920 року — роти 1-го батальйону зв'язку. З 1 квітня 1924 року — командир управління фортечного радіо при командувачі фортецею Кенігсберг. З 1 січня 1929 року — командир роти 6-го батальйону зв'язку. З 1 жовтня 1932 року — офіцер зв'язку в штабі 1-ї кавалерійської дивізії. 1 квітня 1924 року перейшов в люфтваффе і був призначений адміністратором з питань комунікацій при командуванні 2-ї повітряної області (Берлін). З 1 листопада 1935 року — командир запасного авіаційного батальйону зв'язку II/12, з 1 січня 1938 року — курсу авіаційного училища зв'язку в Галле. З 26 червня 1939 року — командир 88-го авіаційного батальйону зв'язку і керівник частин зв'язку легіону «Кондор».
З 1 серпня 1939 року — інспектор авіаційного спорядження зв'язку в Імперському міністерстві авіації. З 6 жовтня 1939 року — керівник частин зв'язку 6-ї повітряної області (Мюнстер), з 1 червня 1940 року — повітряної області «Бельгія-Північна Франція». З 1 жовтня 1942 року — вищий керівник частин зв'язку командування люфтваффе «Центр». З 1 квітня 1943 року — керівник частин зв'язку 1-го повітряного корпусу, з 1 червня 1943 року — частин зв'язку особливого призначення при командувачі вермахтом на Південному Сході. З 29 червня 1943 року — вищий керівник частин зв'язку командування люфтваффе «Південний Схід». 17 серпня 1943 року переданий в розпорядження начальника комунікацій люфтваффе (з 1 квітня 1944 року — головний керівник частин зв'язку люфтваффе), керував переведенням службовців частин зв'язку в авіапольові дивізії. З 1 серпня 1944 року — інспектор радіозв'язку при головному керівнику частин зв'язку люфтваффе, одночасно представник керівника при головнокомандувачі люфтваффе. 2 травня 1945 року взятий в полон американськими військами. 27 червня 1947 року звільнений.

## Звання
- Фанен-юнкер-єфрейтор (15 вересня 1914)
- Фанен-юкнер-унтерофіцер (6 грудня 1914)
- Фенріх (22 березня 1915)
- Заступник офіцери (7 серпня 1915)
- Лейтенант (3 жовтня 1915)
- Оберлейтенант (1 листопада 1923)
- Гауптман (1 вересня 1928)
- Майор (1 жовтня 1934)
- Оберстлейтенант (1 квітня 1937)
- Оберст (20 квітня 1939)
- Генерал-майор (1 червня 1941)
- Генерал-лейтенант (1 червня 1943)

## Нагороди
- Залізний хрест
  - 2-го класу (23 вересня 1915)
  - 1-го класу (19 жовтня 1916)
- Нагрудний знак «За поранення» в сріблі (серпень 1918)
- Почесний хрест ветерана війни з мечами (1934)
- Пам'ятна військова медаль (Австрія) з мечами
- Пам'ятна військова медаль (Угорщина) з мечами
- Медаль за участь у Європейській війні (1915—1918) з мечами (Третє болгарське царство)
- Медаль «За вислугу років у Вермахті» 4-го, 3-го, 2-го і 1-го класу (25 років; 2 жовтня 1936) — отримав 4 нагороди одночасно.
- Орден Корони Італії, командорський хрест
- Іспанський хрест в бронзі з мечами (6 червня 1939)
- Воєнний хрест (Іспанія), великий хрест
- Медаль «За Іспанську кампанію» (Іспанія)
- Застібка до Залізного хреста 2-го класу